# عکسه سفلی
عکسه سفلی، روستایی از توابع بخش مرکزی شهرستان رامشیر در استان خوزستان ایران است.

## جمعیت
این روستا در دهستان عبدلیه شرقی قرار دارد و براساس سرشماری مرکز آمار ایران در سال ۱۳۸۵، جمعیت آن ۳۱ نفر (۴خانوار) بوده‌است.